# Quand les femmes perdirent leur queue
Série
Quand les femmes avaient une queue
(1970)
Pour plus de détails, voir Fiche technique et Distribution.
Quand les femmes perdirent leur queue  (italien : Quando le donne persero la coda) est un film italien réalisé par Pasquale Festa Campanile sorti en 1972. C'est la suite de Quand les femmes avaient une queue,.

## Synopsis
Dans un clan d'hommes des cavernes d'évolution mentale inférieure à celle du singe, un jour un homo sapiens intelligent arrive et avec lui vient l'argent. Ainsi, les hommes des cavernes apprennent rapidement à connaître l'autre sexe.

## Fiche technique
- Titre : Quand les femmes perdirent leur queue
- Titre original : italien : Quando le donne persero la coda
- Réalisation : Pasquale Festa Campanile
- Scénario : Marcello Coscia, Pasquale Festa Campanile, Ottavio Jemma
- Sujet : Lina Wertmüller
- Musique : Ennio Morricone, Bruno Nicolai
- Photographie : Silvano Ippoliti
- Montage : Nino Baragli
- Décors : Enrico Job
- Genre : Comédie
- Pays :  Italie
- Sortie : 1972
- Langue : italien

## Distribution
- Senta Berger : Filli
- Lando Buzzanca : Jambon
- Frank Wolff : Grr
- Renzo Montagnani : Maluc
- Lino Toffolo : Mettre
- Mario Adorf : Pap
- Aldo Puglisi : Zog
- Francesco Mulè : Uto
- Fiammetta Baralla : Katorcia